# Пјер Борегар
Пјер Борегар (енгл. Pierre-Gustave Toutant de Beauregard; Округ Сент Бернард, 28. маја 1818 — Њу Орлеанс, 20. фебруара 1893) био је амерички генерал. Учествовао је у рату против Мексика (1846–1848) и Америчком грађанском рату (1861–1865) као један од водећих заповедника Конфедерације.

## У грађанском рату
У Америчком грађанском рату командовао је армијом Југа у првој бици на Бул Рану све до доласка генерала Алберта Џонстона. Затим је учествовао у операцијама у Тенесију. У бици код Шајлоуа преузео је команду после Џонстонове погибије; после извесних успеха првог дана битке морао се повући на Коринт, који је бранио до краја маја 1862. Бранио је Чарлстон од септембра 1862. до априла 1864, а у бици код Друрис Блафа (енгл. Drewry's Bluff), 12-16. маја 1864, спречио је даље напредовање снага Севера. Доцније је узалуд покушавао да заустави надирање Виљема Шермана током Шермановог похода на море. Предао се снагама Севера 26. априла 1865. код Гринсбороа (енгл. Greensboro).

## Дела
Писао је о начелима ратне вештине (енгл. Principles and Maxims of the Art of War), о одбрани Чарлстона (енгл. Report on the Defence od Charleston) и о бици код Була Рана (енгл. A Commentary on the Campaign and Battle of Manassas).